# Apanteles nymphis
Apanteles nymphis är en stekelart som beskrevs av Nixon 1965. Apanteles nymphis ingår i släktet Apanteles och familjen bracksteklar. Inga underarter finns listade i Catalogue of Life.